# Yves Boisset
Yves Boisset, (Parijs, 14 maart 1939 – Levallois-Perret, 31 maart 2025) was een Franse film- en televisieregisseur. Hij draaide vooral dramatische  politiefilms.

## Leven en werk

### Eerste filmactiviteiten
Van jongs af aan was Yves Boisset een cinefiel. Hij schreef artikels voor filmtijdschriften zoals Cinéma en werkte samen met onder meer Bertrand Tavernier aan de eerste editie (1960) van Vingt Ans de Cinéma Américain. Tegelijkertijd deed hij al ervaring op als regieassistent van grote namen als Jean-Pierre Melville, René Clément en Sergio Leone.

### Debuut als filmregisseur met twee politiefilms
Als regisseur debuteerde hij in 1968 met de politiefilm Coplan sauve sa peau, een vervolg op Coplan ouvre le feu à Mexico (Riccardo Freda, 1966), zijn laatste film als regieassistent. Met de politiefilm Un condé, de eerste film die enig succes behaalde, profileerde hij zich als een heel geëngageerde filmmaker. Al zijn volgende films bevestigden zijn faam als kritisch cineast die via een spannend verhaal allerlei wantoestanden aan de kaak stelde. 

### Productieve en geëngageerde jaren zeventig
De jaren zeventig waren zijn meest vruchtbare: in die tijd waagde hij zich zowel aan de zaak van de Marokkaanse politicus Mehdi Ben Barka (L'Attentat, 1972, scenario van Jorge Semprún) als aan de Algerijnse Oorlog (R.A.S., 1973). Deze film ondervond ernstige problemen met de censuur maar scoorde aan de kassa. In Dupont Lajoie (1975) behandelde hij op een indringende manier een afstootwekkend geval van plat racisme waarvan Algerijnen het slachtoffer waren. Met Le Juge Fayard dit Le Shériff (1977) leverde Boisset zijn meest geëngageerde prent af. Via het personage van Patrick Dewaere, een integere jonge rechter die tijdens zijn enquête vermoord werd, toonde hij aan hoe de politiek het rechtssysteem kon corrumperen.
Daarna kende hij zich een korte adempauze toe met het verfilmen van enkele literaire werken : Un taxi mauve (1977) was gebaseerd op een bekende roman van Michel Déon en La Clé sur la porte (1978) was een getrouwe weergave van de roman van Marie Cardinal.

### Vroege geëngageerde jaren tachtig
Vanaf de prille jaren tachtig begon Boisset opnieuw gevoelige thema's aan te raken. In de politiefilm La Femme flic (1980) kwam inspectrice Miou-Miou een kinderprostitutienetwerk op het spoor. Allons z'enfants (1981) was na R.A.S. zijn tweede antimilitaristisch drama. Daarna leverde hij nog enkele spannende thrillers af zoals de spionagefilm Espion, lève-toi (1982), de futuristische mediathriller Le Prix du danger (1983) en het Lee Marvin-vehikel Canicule (1984).

### Vanaf de late jaren tachtig: televisie
Vanaf de tweede helft van de jaren tachtig hevelde Boisset zijn filmactiviteiten over naar de televisie. Wellicht was het feit dat de producenten zijn films niet meer zo makkelijk wilden financieren daar niet vreemd aan. Hij maakte er vooral historische werken zoals L'Affaire Seznec (1993) dat handelde over een zonder bewijs van moord beschuldigde man die tot levenslange dwangarbeid veroordeeld werd. L'Affaire Dreyfus (1995) (naar een bekroond scenario van Jorge Semprún) had het over de van hoogverraad beschuldigde Alfred Dreyfus, een Franse officier van joodse afkomst. Le pantalon (1997) bracht de zaak Lucien Bersot voor het voetlicht : het fusilleren van een Franse soldaat tijdens de Eerste Wereldoorlog. Jean Moulin (2002) deed het verhaal van Jean Moulin, de bekendste Franse verzetsheld en L'Affaire Salengro (2009) deed het verhaal van de Front Populaire-politicus Roger Salengro die zelfmoord pleegde.
In 2011 verscheen zijn autobiografie La Vie est un choix (Plon).
Boisset overleed op 31 maart 2025 op 86-jarige leeftijd.

## Filmografie

### Regieassistent
- 1959 - Le vent se lève (Il vento si alza) (Yves Ciampi)
- 1961 - Qui êtes-vous, Monsieur Sorge? (Yves Ciampi)
- 1961 - Il Colosso di Rodi (Sergio Leone)
- 1962 - Liberté 1 (Yves Ciampi)
- 1963 - L'Aîné des Ferchaux (Jean-Pierre Melville)
- 1964 - L'Arme à gauche (Claude Sautet)
- 1966 - Un monde nouveau (Vittorio de Sica)
- 1966 - Paris brûle-t-il? (René Clément)
- 1966 - Roger la honte  (Trappola per l'assassino) (Riccardo Freda)
- 1966 - Coplan ouvre le feu à Mexico (Riccardo Freda)

### Lange speelfilms
- 1968 - Coplan sauve sa peau
- 1970 - Cran d'arrêt
- 1970 - Un condé
- 1971 - Le Saut de l'ange
- 1972 - L'Attentat
- 1973 - R.A.S.
- 1975 - Folle à tuer
- 1975 - Dupont Lajoie
- 1977 - Un taxi mauve
- 1977 - Le Juge Fayard dit Le Shériff
- 1978 - La Clé sur la porte
- 1980 - La Femme flic
- 1981 - Allons z'enfants
- 1982 - Espion, lève-toi
- 1983 - Le Prix du danger
- 1984 - Canicule
- 1986 - Bleu comme l'enfer
- 1988 - La Travestie
- 1989 - Radio Corbeau
- 1991 - La Tribu

### Televisie (selectie)
- 1987: Série noire: La Fée Carabine (televisieserie)
- 1988: Médecins des hommes (televisieserie)
- 1989: Le Suspect (televisiefilm)
- 1993: L'Affaire Seznec
- 1993: Chute libre (televisiefilm)
- 1995: L'Affaire Dreyfus (tweedelige televisiefilm)
- 1997: Le Pantalon (televisiefilm)
- 1999: Sam (televisiefilm)
- 2002: Jean Moulin
- 2005: Ils veulent cloner le Christ
- 2006: Les Mystères sanglants de l'OTS
- 2007: La Bataille d'Alger (documentaire)
- 2009: L'Affaire Salengro
- 2009: 12 balles dans la peau pour Pierre Laval

## Prijzen
- 1972 - L'Attentat : grote prijs voor de Beste regisseur Internationaal filmfestival van Moskou
- 1975 - Dupont-Lajoie : Zilveren Beer op het Internationaal filmfestival van Berlijn
- 1976 - Le Juge Fayard dit Le Shériff : prix Louis-Delluc
- 1995 - L'Affaire Dreyfus : Grand Prix du Scénario op het Festival de télévision de Monte-Carlo

## Varia
Het Franse weekblad Le Nouvel Observateur betitelde Yves Boisset als de meest gecensureerde man van Frankrijk.
- Biblioteca Nacional de España: XX1302859
- Bibliothèque nationale de France: cb11892603q (data)
- Gemeinsame Normdatei: 1020764406
- International Standard Name Identifier: 0000 0001 2141 8869
- Library of Congress Control Number: no2007117705
- Nationale Bibliotheek van Tsjechië: ola2002153575
- Nationale Bibliotheek van Israël: 987007325127705171
- Nederlandse Thesaurus van Auteursnamen: 070919348
- SNAC: w6hj08f4
- Système universitaire de documentation: 026735687
- Virtual International Authority File: 84967467
- WorldCat: E39PBJrCdCxfb7kPQ8vpq9Vgrq